# Правителство на Добри Божилов
Правителството на Добри Божилов е шестдесетото правителство на Царство България, назначено с Указ № 23 от 14 септември 1943 г. Управлява страната до 1 юни 1944 г., след което е наследено от правителството на Иван Багрянов.

## Политика
Новият кабинет и регентите декларират, че ще следват външната политика на покойния монарх Борис III. За да ограничат въоръжената борба, управляващите обещават, че на доброволно предалите се нелегални няма да се търси съдебна отговорност. В отговор Отечествения фронт призовава симпатизантите си масово да се включат в партизанското движение. Засилват се саботажните действия срещу важни промишлени обекти, работещи за снабдяването на германците на Източния фронт. През ноември 1943 г. армията и полицията започват широка настъпателна акция против партизанското движение. Големи загуби понасят средногорските отряди „Христо Ботев“ и „Васил Левски“, Габровско-севлиевският отряд, Търновската чета, Ловешкият отряд, Дупнишкият отряд и др. Повечето от партизанските съединения увеличават значително числения си състав, което им създава множество проблеми при снабдяването и придвижването. За по ефективна борба срещу нелегалните кабинетът създава на 26 януари 1944 г. специални военни части – жандармерия. Дават се награди от 50 000 лева за всяка донесена партизанска глава. Един месец по-късно партизанският отряд Антон Иванов е напълно разгромен.
В края на 1943 и началото на 1944 г. англо-американската авиация предприема масирани бомбардировки над по-големите български градове. Особено жестоко е нападението над София на 10 януари 1944 г., в което участват няколкостотин бомбардировача. Въпреки героичния отпор, даден ѝ от българските летци, съюзническата авиация разрушава голяма част от центъра на столицата. Убити са няколко хиляди граждани. Започва масово бягство на столичани към околните села. На 22 януари същата година кабинетът получава нота от съветското правителство с искане да се спре строителството на германски военни съдове във Варна. Приближаването на съветските войски към българските граници и масираните бомбардировки на съюзниците активизират дейността на легалната опозиция. На 24 март същата година Никола Мушанов, Атанас Буров, Кимон Георгиев, Кръстьо Пастухов, Петко Стайнов, Константин Муравиев, Никола Петков, Вергил Димов, Димитър Гичев и Александър Гиргинов изпращат до правителството и регентите т.нар. „Декларация на десетте“. Основните искания, залегнали в нея, са за спиране на полицейския терор в страната, изтегляне на българските войски от Сърбия и избягване на войната със СССР.
През пролетта на 1944 година правителството е поставено под засилващ се дипломатически натиск от страна на настъпващия към Балканите Съветски съюз, настояващ за създаването на съветски консулства във Варна, Бургас и Русе. Божилов се опитва да отлага прекия отговор на това искане, но съветската страна е неотстъпчива и на 18 май той подава оставка.

## Съставяне
Кабинет, оглавен от Добри Божилов, е образуван от политически дейци с прогерманска ориентация и провеждащи политиката на регентите.

### Кабинет
Сформира се от следните 10 министри:
| министерство                                | име | име               | партия     |
| ------------------------------------------- | --- | ----------------- | ---------- |
| минисър-председател                         |     | Добри Божилов     | безпартиен |
| външни работи и изповедания                 |     | Сава Киров        | безпартиен |
| вътрешни работи и народно здраве            |     | Дочо Христов      | безпартиен |
| народно просвещение                         |     | Борис Йоцов       | безпартиен |
| финанси                                     |     | Добри Божилов     | безпартиен |
| правосъдие                                  |     | Константин Партов | безпартиен |
| война                                       |     | Руси Русев        | военен     |
| търговия, промишленост и труд               |     | Иван Вазов        | безпартиен |
| земеделие и държавни имоти                  |     | Иван Бешков       | безпартиен |
| обществени сгради, пътища и благоустройство |     | Димитър Василев   | безпартиен |
| железници, пощи и телеграфи                 |     | Христо Петров     | безпартиен |

### Промени в кабинета

#### от 14 октомври 1943
| министерство                | име | име              | партия     |
| --------------------------- | --- | ---------------- | ---------- |
| външни работи и изповедания |     | Димитър Шишманов | безпартиен |